# Pawieł Kadocznikow
Pawieł Pietrowicz Kadocznikow (ros. Па́вел Петро́вич Ка́дочников, ur. 2 lipca?/15 lipca 1915 w Piotrogrodzie, zm. 2 maja 1988 w Leningradzie) – rosyjski aktor teatralny i filmowy oraz teatralny reżyser i pedagog okresu radzieckiego. Zasłużony Artysta RFSRR (1950), Ludowy Artysta RFSRR (1965), Ludowy Artysta ZSRR (1979), Bohater Pracy Socjalistycznej (1985).

## Życiorys
Urodził się w rodzinie robotniczej w Sankt-Petersburgu, który wówczas nosił nazwę Piotrogród. Początkowo kształcił się w szkole handlowej. Podczas wojny domowej cała rodzina przeniosła się na Ural, gdzie spędził lata dzieciństwa. Wraz z rodziną powrócił w 1927 roku do Sankt-Petersburga (wtedy już Leningradu). Przez kilka lat uczył się rysunku. W 1929 rozpoczął naukę w aktorskim studio, a w 1930 w wieku zaledwie 15 lat został studentem leningradzkiego Instytutu Sztuki Scenicznej. Po ukończeniu studiów w 1935 został aktorem Leningradzkiego Teatru Młodego Widza. W tym samym roku debiutował na ekranie (w epizodzie filmu Несовершеннолетние) oraz został wykładowcą w Leningradzkim Instytucie Teatralnym.
Zmarł w Leningradzie, został pochowany na Cmentarzu Serafinowskim.

## Filmografia
- 1939: Człowiek z karabinem (Человек с ружьём)
- 1940: Bojownik wolności (Яков Свердлов)
- 1941: Antoni Iwanowicz gniewa się (Антон Иванович сердится)
- 1944: Iwan Groźny (Иван Грозный)
- 1947: Robinson Cruzoe (Робинзон Крузо)
- 1947: As wywiadu (Подвиг разведчика)
- 1948: Opowieść o prawdziwym człowieku (Повесть о настоящем человеке)
- 1949: One mają ojczyznę (У них есть Родина)
- 1954: Wielka rodzina (Большая семья)
- 1954: Pogromczyni tygrysów (Укротительница тигров)
- 1955: Poemat pedagogiczny (Педагогическая поэма)
- 1956: Miodowy miesiąc (Медовый месяц)
- 1978: Syberiada (Сибириада)
- 1981: Lenin w Paryżu (Ленин в Париже)
- 1987: Oczy czarne (Oci ciornie / Очи чёрные)